# Kallima mackwoodi
Kallima mackwoodi är en fjärilsart som beskrevs av Moore 1879. Kallima mackwoodi ingår i släktet Kallima och familjen praktfjärilar. Inga underarter finns listade i Catalogue of Life.